# Ferdinand Barbedienne

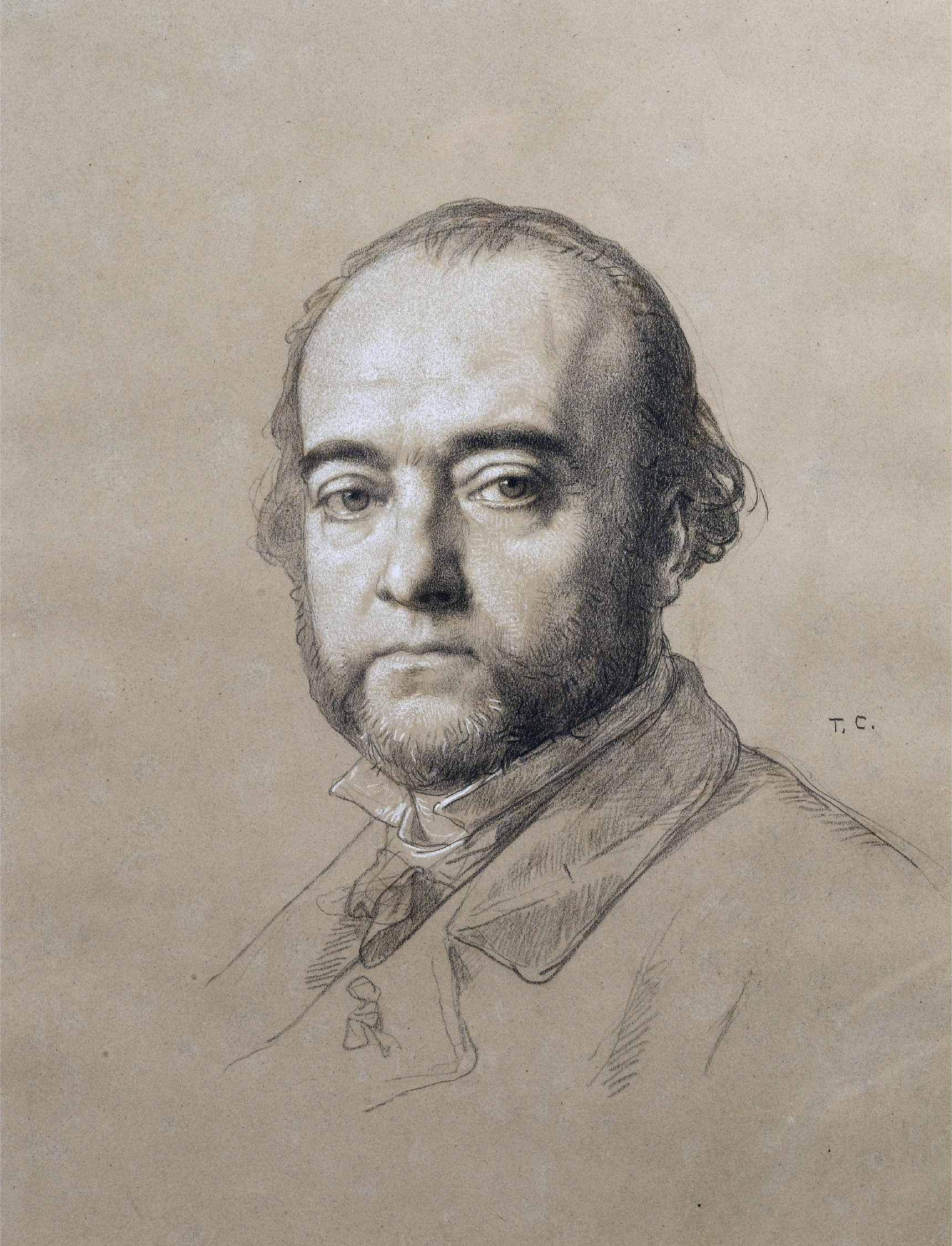
Ferdinand Barbedienne, Porträt von Thomas Couture

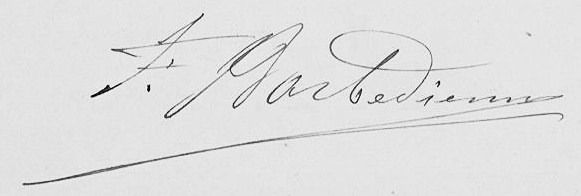
Signatur von Ferdinand Barbedienne

Ferdinand Barbedienne (* 6. August 1810 in Saint-Martin-de-Fresnay, Département Calvados, Frankreich; † 21. März 1892 in Paris) war ein französischer Bildgießer, Fabrikant von Bronzewaren und Galerist. Als einer der wichtigsten und populärsten Éditeurs d’art, also als Verleger von Kunstartikeln, hatte er die meisten französischen Bildhauer seiner Zeit unter Vertrag.

## Leben und Werk
Ferdinand Barbedienne war der Sohn eines Bauern. Mit 13 Jahren erlernte er das Handwerk des Sattlers.
1822 zog er nach Paris, wo er zunächst als Angestellter in einem Tapetenhandel tätig war. Von seinem Arbeitgeber erhielt er Startkapital für die Eröffnung eines eigenen Geschäfts, das er 1834 auf der Rue Notre-Dame-de-Lorette einrichtete. Er verfolgte die Idee, neben seinem Kerngeschäft noch Bronzestatuen anzubieten und sie im Kleinformat in Serie herzustellen.
1838 schloss er sich mit dem Mechaniker Achille Collas zusammen, der die machine á reduction (kurz réducteur) entwickelt hatte; ein auf den Prinzipien des Pantografen basierendes Gerät, das dreidimensionale Objekte in jeder Größe – verkleinert oder vergrößert – reproduzieren konnte. Am 29. November 1838 unterzeichneten beide den Gründungsvertrag für die Firma Société Ferdinand Barbedienne et Achille Collas, der die kommerzielle Ausschöpfung der mechanisierten Produktion
bildhauerischer Werke für zunächst 20 Jahre zum Ziel hatte. Barbedienne kümmerte sich um die kommerzielle Leitung des Unternehmens, während Collas das Patent auf seine Erfindung und sieben bereits bestehende Maschinen einbrachte und mit seinen profunden Kenntnissen der Maschinerie für die Produktionsabläufe verantwortlich war.
Gemeinsam entschieden sie über die Sujetwahl der Objekte, die Verkaufspreise sowie alle weiteren finanziellen Belange.
1841 brachten sie Abgüsse des Apollo von Belvedere, des Spinario sowie 21 Stücke mit dem Motiv eines Flachreliefs vom Parthenon heraus. Es folgten unter anderem Versionen der Laokoon-Gruppe, der Venus von Arles und des Borghesischen Fechters. Besonderes Interesse galt zunächst Werken der Antike, für die Abgüsse aus dem Atelier de Moulage im Louvre als Vorlage dienten. Der Betrieb produzierte weiter Werke von Vertretern der Renaissance wie Michelangelo, Donatello, Giovanni Bologna oder von französischen Bildhauern wie Jean Goujon, Jean-François Flamand, Pierre Puget, François Girardon, Antoine Coysevox, Christophe-Gabriel Allegrain, Étienne-Maurice Falconet, Jacques Caffieri, Jean-Antoine Houdon und anderen. Großes Interesse bestand auch bei Arbeiten bekannter zeitgenössischer Künstler, wobei erhaltene Preise wie der Prix de Rome, die Mitgliedschaft in der Société des Artistes Français oder Vergaben des Kreuzes der Ehrenlegion einige der Auswahlkriterien waren. 
1843 schloss Barbedienne mit François Rude seinen ersten Verlagsvertrag für die serielle Reproduktion der Arbeiten eines zeitgenössischen Künstlers auf dessen Lebenszeit ab, was dem Unternehmen schnell zu internationalem Ansehen verhalf. Im gleichen Jahr wurde der erste Katalog gedruckt, weitere folgten etwa alle zwei bis drei Jahre. 1847 gründete die Société Ferdinand Barbedienne et Achille Collas eine Gießerei in Paris, woraufhin Barbedienne Mitglied in der Réunion des Fabricants wurde. Trotz einiger Schwierigkeiten während der Februarrevolution 1848 weiteten sich die Aktivitäten des Unternehmens aus, das sich nun auch der Herstellung kunstgewerblicher Objekte wie Kaminaufsätze, Lüster und Kandelaber zuwendete. Zu dieser Zeit befand sich das Geschäft Barbediennes auf dem Boulevard Poissoniére, die Werkstatt in der Rue de Lancry. 1851 schloss er mit dem Bildhauer Jules Cavelier einen Vertrag über die unbegrenzte Auflage dessen Werks Pénélope, das – ursprünglich als Femme grecque endormie 1842 entstanden - Barbedienne auf der Great Exhibition 1851 in London zwei Grand Médailles beschied. Auf der Weltausstellung Paris 1855 erhielt er die Grand Médaille d’Honneur und elf Médailles de Coopérateurs. In dieser Zeit sicherte sich Barbedienne das exklusive Besitz- und Reproduktionsrecht für das gesamte Werk von Auguste Clésinger. Als größter Konkurrent Barbediennes galt die Gießerei Susse Frères. 

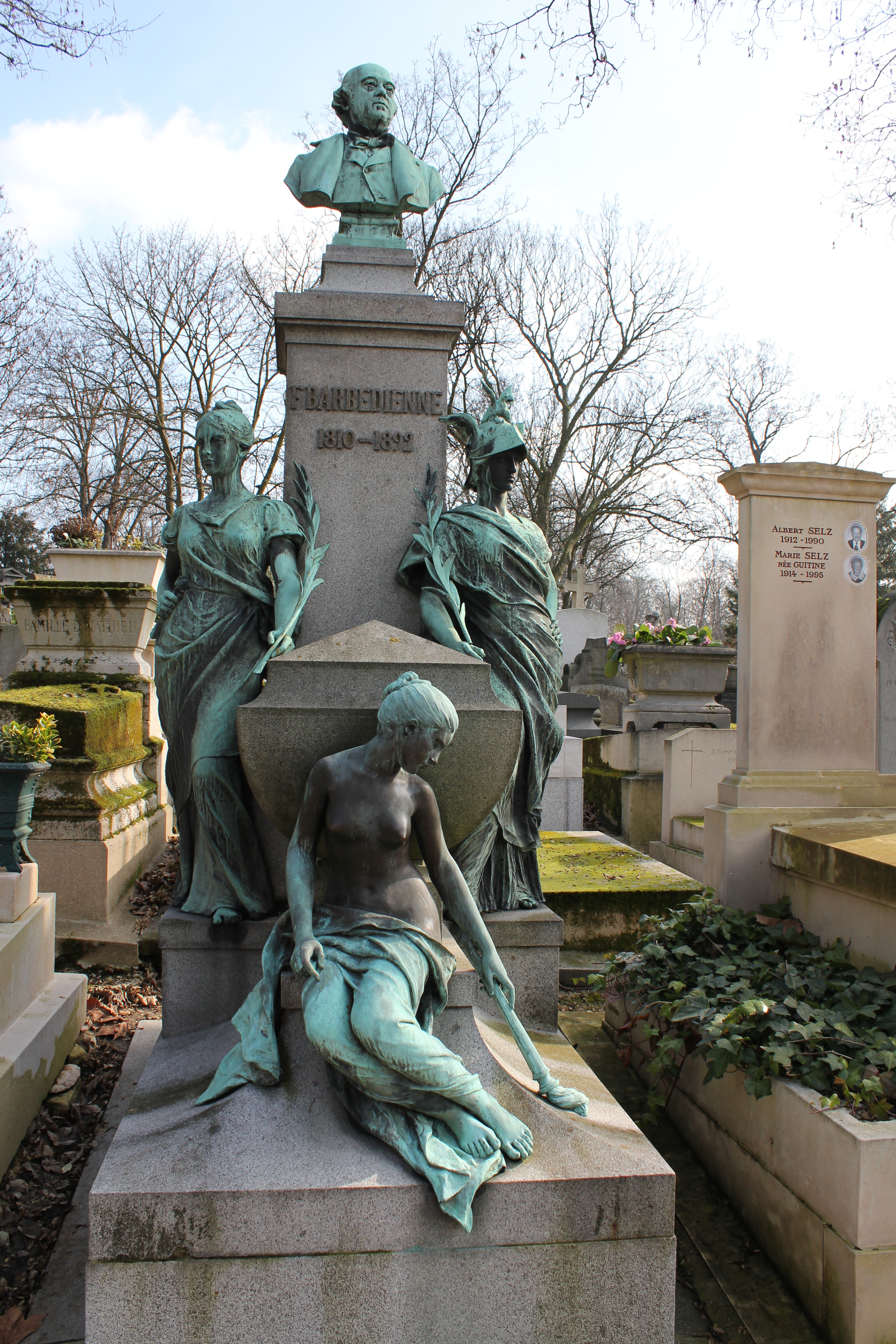
Barbediennes Grab auf dem Friedhof Père Lachaise

1859 starb Achille Collas. Danach führte Barbedienne das Unternehmen mit 300 Arbeitern allein weiter. Auf der Weltausstellung London 1862 erhielt er weitere Auszeichnungen. 1865 wurde er zum Präsident der Réunion des Fabricants gewählt und hielt diese Position bis 1885. 1874 wurde Barbedienne als Kommandeur in die Ehrenlegion aufgenommen. Um mit japanischen Importen konkurrieren zu können, die zu dieser Zeit in Mode waren, experimentierte Barbedienne zwischen 1860 und 1890 mit neuen Techniken zur Applikation von Champlevé-Emaille und partitionierter Emaille. Während des Deutsch-Französischen Kriegs von 1870/71 fertigte das Unternehmen 70 Kanonen für das französische Verteidigungsministerium.
Barbedienne starb 1892 und wurde auf dem Friedhof Père-Lachaise beigesetzt. Bis dahin hatte er noch zahlreiche Auszeichnungen erhalten. Sein Unternehmen beschäftigte bis zu seinem Tod 600 Arbeiter und hatte rund 3000 Kunstobjekte sowie kunstgewerbliche Gegenstände in Bronze gefertigt. Seine Produkte waren auch im Ausland bekannt und gefragt. Er war einer der wichtigsten und populärsten Fabrikanten von Bronzen, der die meisten Bildhauer seiner Zeit unter Vertrag hatte, darunter auch Antoine-Louis Barye, Barye le fils, Émile-Coriolan Guillemin, François Joseph Bosio, Jean-Baptiste Carpeaux, Henri Chapu, Pierre Jean David d’Angers, Emmanuel Frémiet, François Jouffroy und Auguste Rodin.
Nach seinem Tod führte sein Neffe Gustave Leblanc-Barbedienne das Unternehmen weiter, der zuvor bereits als Partner eingesetzt worden war. Leblanc-Barbedienne gründete 1913 Verkaufsfilialen in den Vereinigten Staaten von Amerika, den Niederlanden, im Vereinigten Königreich und in Deutschland, obwohl die Nachfrage nach industriellen Kleinplastiken bereits rückläufig war. Im Vereinigten Königreich arbeitete er mit Jackson & Graham in London sowie Thomas Agnew & Sons in Manchester und Liverpool, in den Vereinigten Staaten mit der Gesellschaft Bigelow-Kennard in Boston und Tiffany & Co. in New York City zusammen. Das Unternehmen wurde 1954 aufgegeben.

Beispiele von Arbeiten der Société Ferdinand Barbedienne et Achille Collas
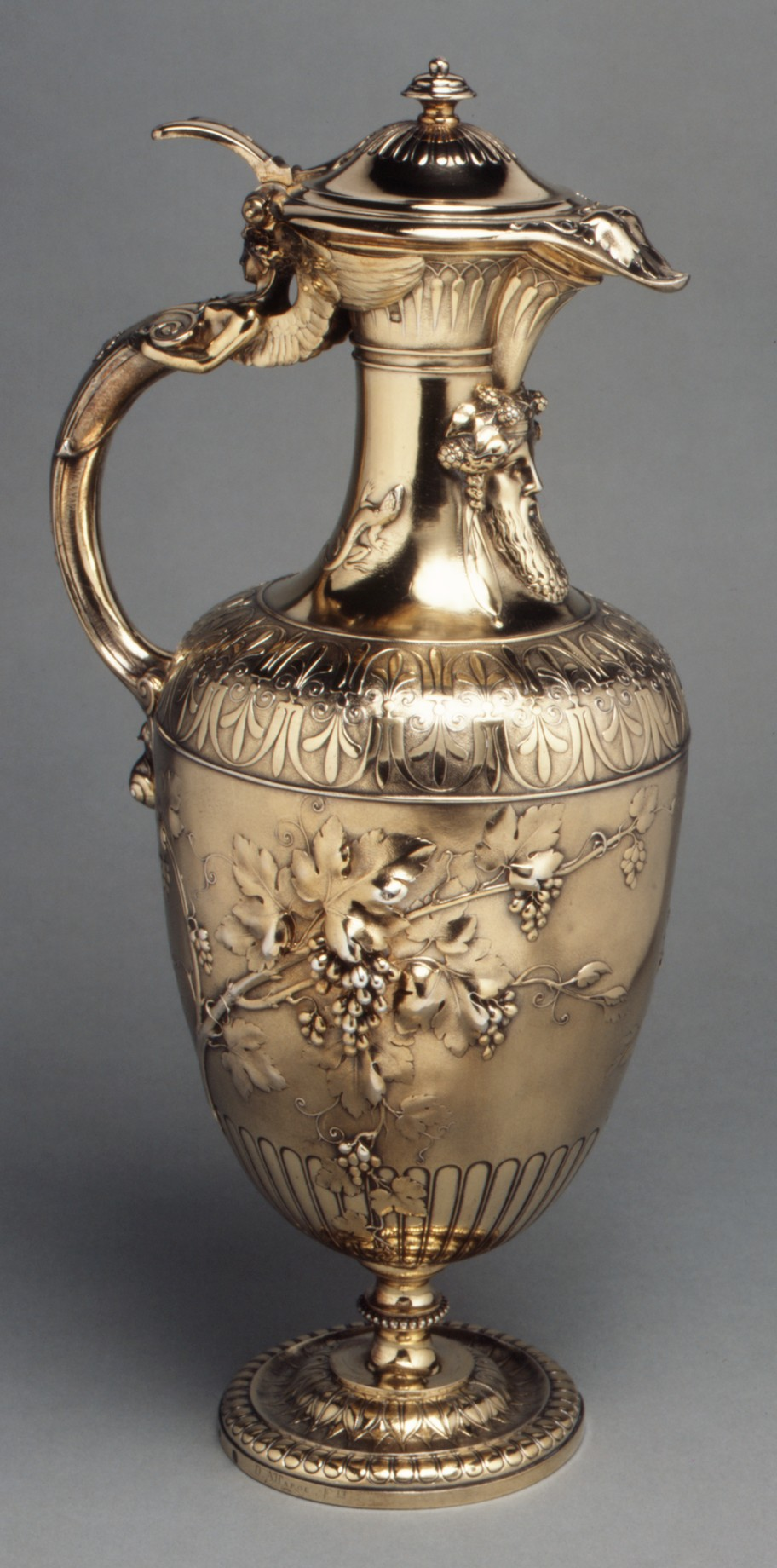
Karaffe von Constant Sévin
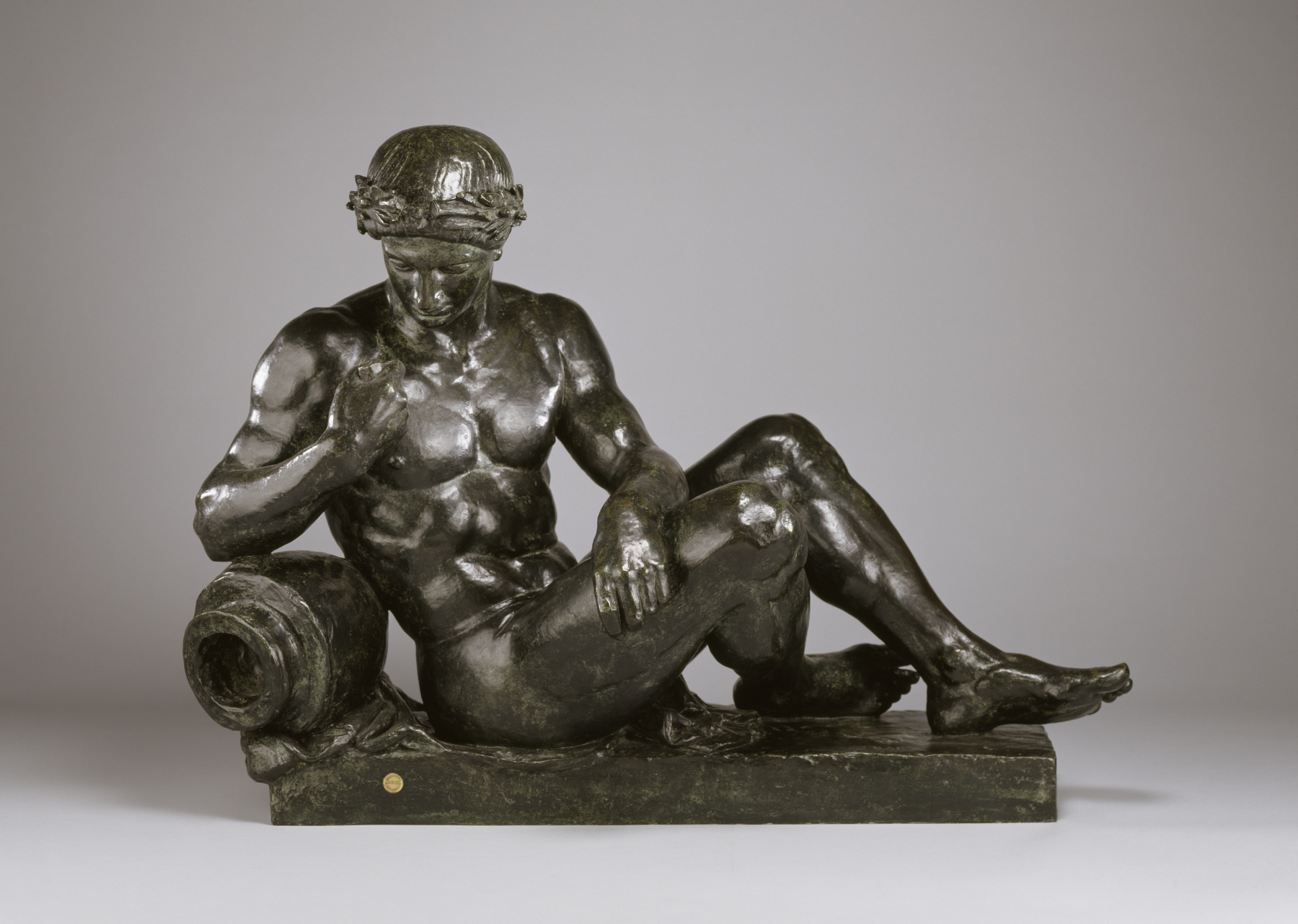
Der Flussgott, Antoine-Louis Barye
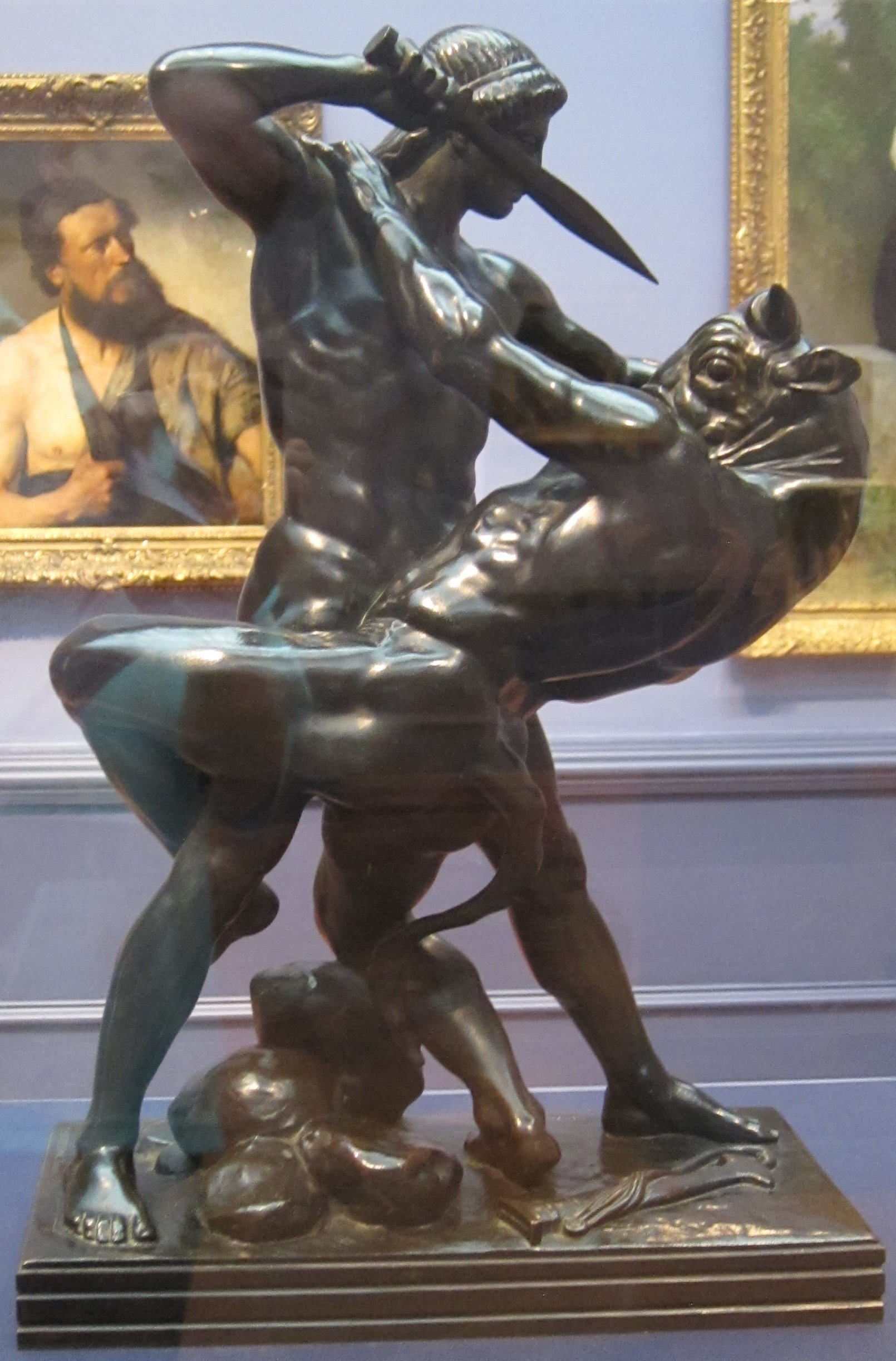
Theseus’ Kampf gegen den Minotaurus von Barye
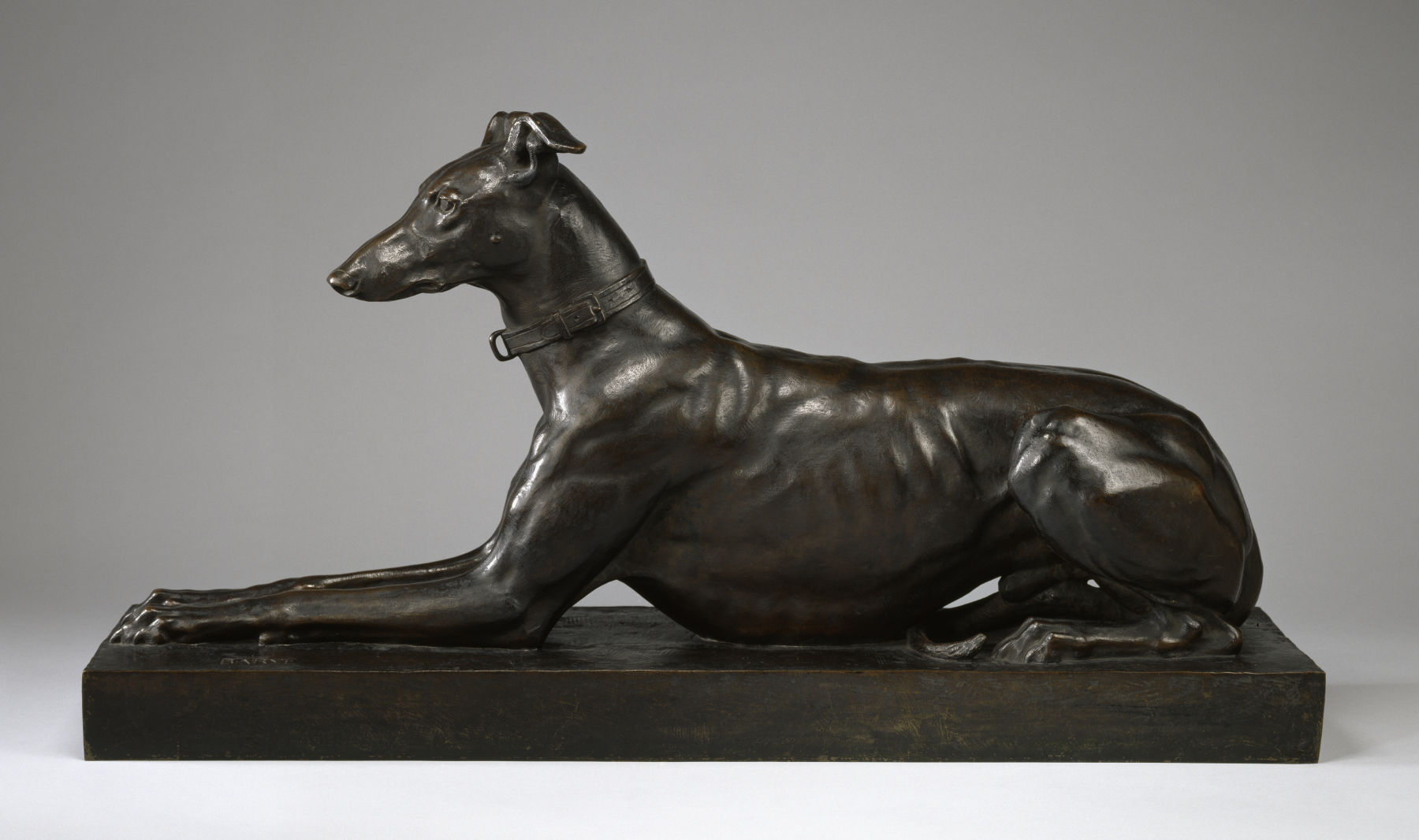
Windhund von Barye
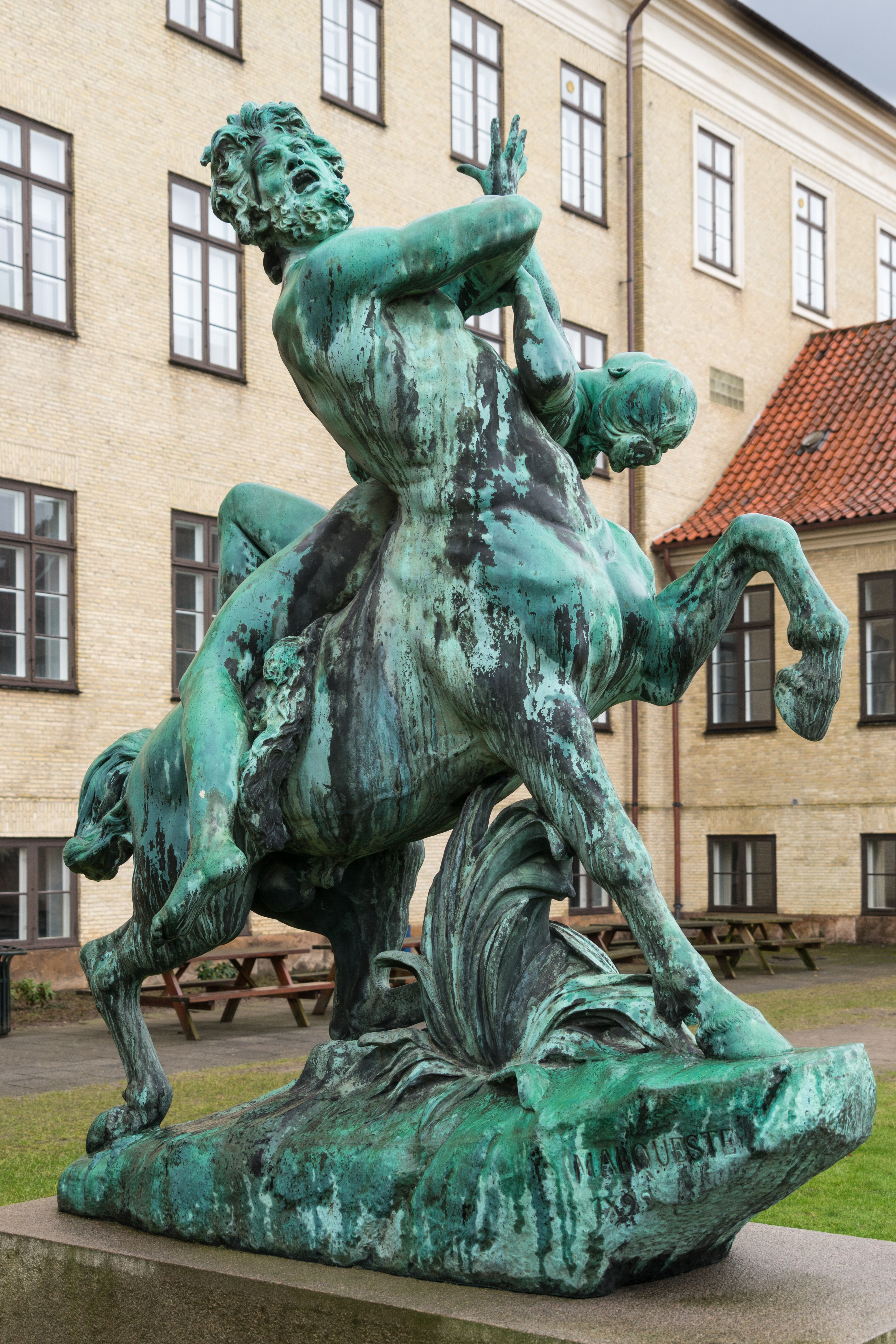
Le centaure Nessus enlevant Déjanire von Laurent Marqueste, Dom zu Viborg